# Est-ce que tu le sais ?
Clip vidéo
[vidéo] « Les Chats Sauvages - Est ce que tu le sais (1961) », sur YouTube
[vidéo] « Sylvie Vartan - Est-ce que tu le sais ? (1962) », sur YouTube
[vidéo] « Ray Charles - What'd I Say (1959) », sur YouTube
Est-ce que tu le sais ? est une chanson française de twist-rock français, du groupe Les Chats sauvages de Dick Rivers. Elle est un des premiers et plus importants succès du groupe, reprise et adaptée du succès américain mondial What'd I Say, de Ray Charles de 1959, enregistrée chez Pathé-Marconi pour leur premier album 33 tours Est-ce que tu le sais ? de 1961 (qui reprend le nom du titre) et extraite en 45 tours en 1962,. Elle est à nouveau reprise et adaptée avec succès par Sylvie Vartan en 1962.

## Histoire
Dick Rivers (qui idolâtre alors « le King » du rock 'n' roll américain Elvis Presley) fonde Les Chats sauvages à Nice à l'age de 16 ans, en 1961 (groupe pionnier au sommet du box office français du rock français et de la vague Twist-Yéyé des années 1960, et du Golf-Drouot « Temple du rock » et première salle de spectacle discothèque rock de Paris, avec en particulier Johnny Hallyday ou Les Chaussettes noires d'Eddy Mitchell…).

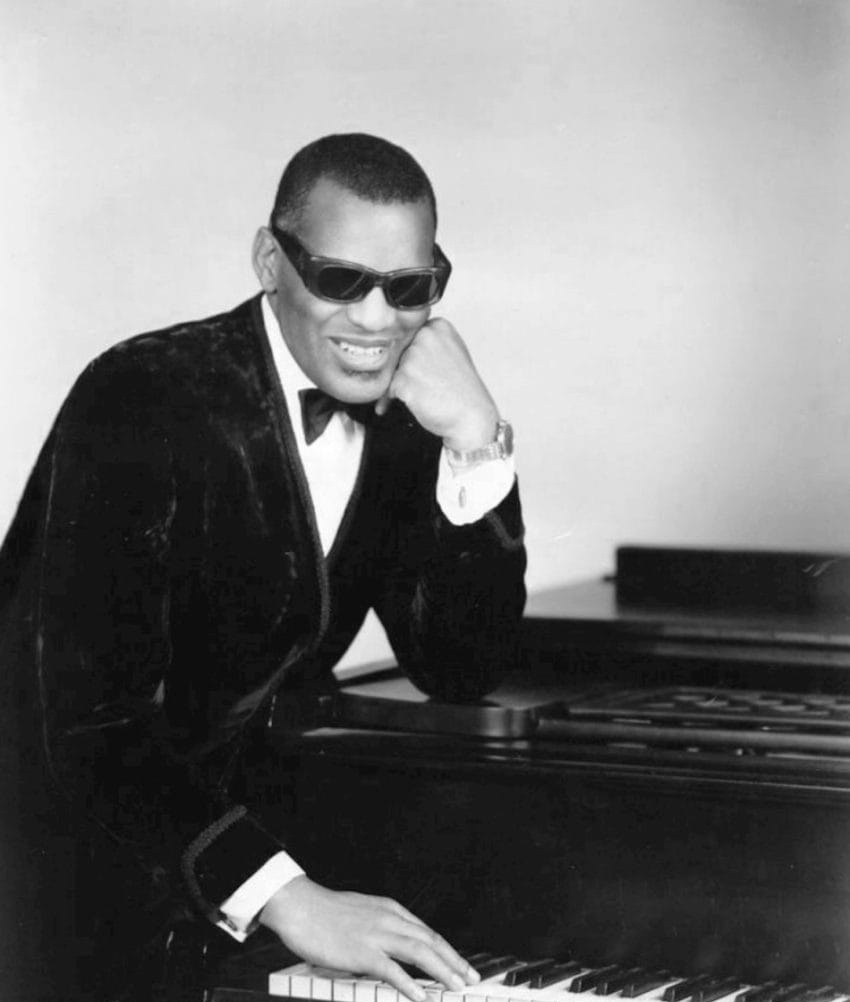
What'd I Say (1959) de Ray Charles

Les Chats sauvages enregistrent ce titre au studio Pathé-Marconi de Boulogne-Billancourt pour leur premier album 33 tours du même nom, avec entre autres Twist à Saint-Tropez,. Ce rock endiablé contribue à déclencher l’hystérie de leur public de l'époque « Vise un peu ça si c'est mignon ! sais-tu où se trouve sa maison ? est-ce que tu le sais? est-ce que tu le sais dis-moi ? crois-tu que j'peux l'aborder, sans risquer de me faire incendier ? est-ce que tu le sais dis-moi ? pourrais-tu m'expliquer, pourquoi j'ai reçu sa main sur le nez ? est-ce que tu le sais dis-moi ? je n'veux pas rester vieux garçon, il doit bien y avoir une solution, est-ce que tu le sais ?... ».

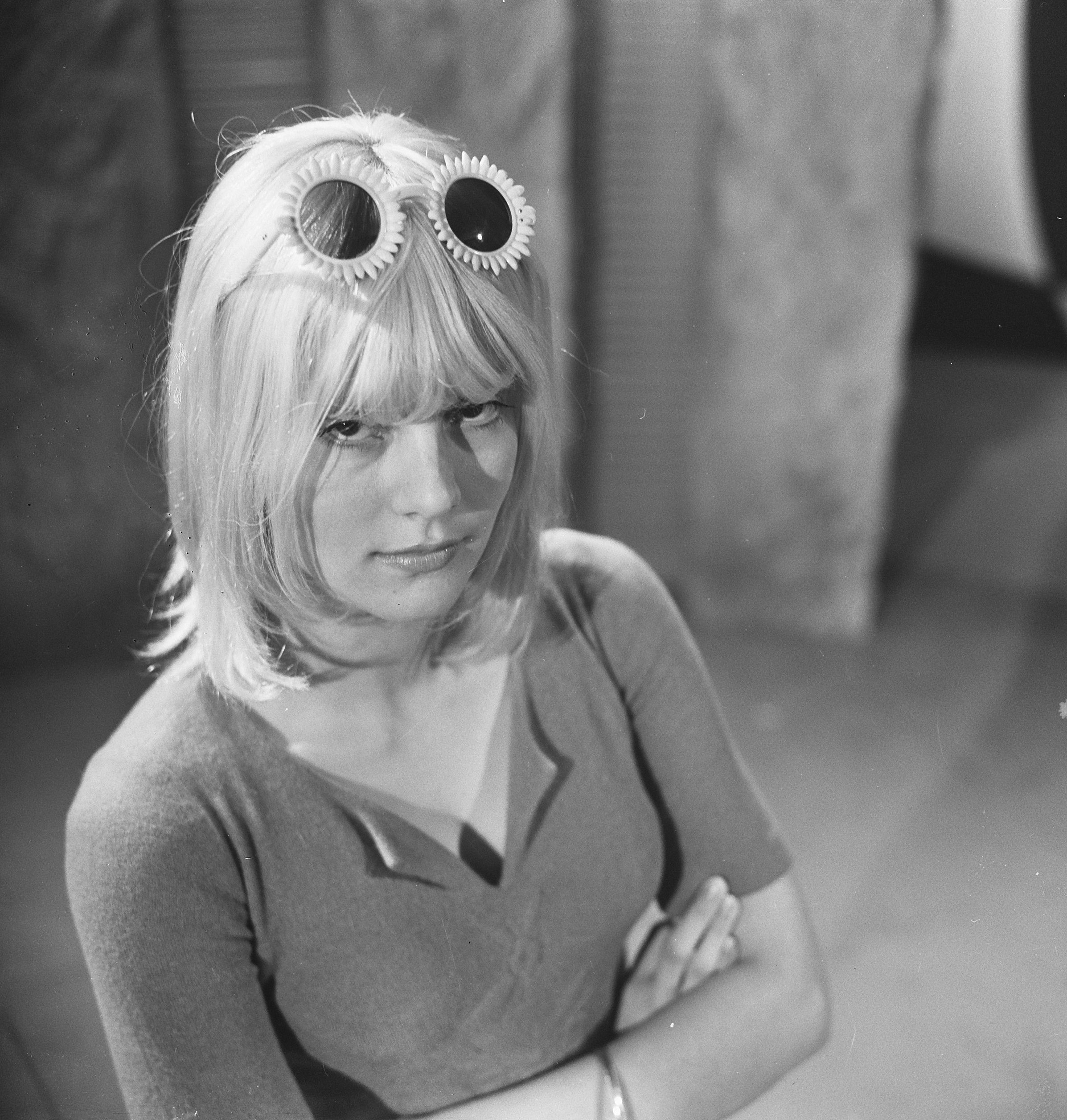
Est-ce que tu le sais ? (1962) de Sylvie Vartan

Ce titre est une reprise et adaptation française par les paroliers Pierre Saka et Daniel Hortis, du succès américain mondial What'd I Say (Ce que j'ai dit, en anglais) de Ray Charles en 1959 (surnommé The Genius, le Génie, à partir de ce titre).
Dick Rivers quitte le groupe Les Chats sauvages en 1962 pour entreprendre une carrière indépendante avec succès. 
Sylvie Vartan (alors âgée de 18 ans) reprend et adapte alors à son tour ce titre, parmi les premiers succès de son premier album Sylvie (album), avec sa version féminine de 1962 « Regarde un peu ce beau garçon, je voudrais bien connaître son nom, est-ce que tu le sais ? dis-moi, crois-tu qu'il m'a remarquée ? crois-tu qu'il voudrait m'embrasser ? pourrais-tu m'expliquer ? on dirait qu'il ne m'a pas remarquée, que faut-il faire dans la vie pour dénicher un joli mari ? dis-moi, oui, est-ce que tu le sais ?... ». Johnny Hallyday lui répond entre autres avec sa chanson tube Elle est terrible de 1962 (Cette fille-là, mon vieux, elle est terrible !...) puis l'épouse en 1965 sous les feux des médias de l'époque.

## Album Est-ce que tu le sais? (1961)
1. Est-Ce Que Tu Le Sais ?
2. Oh ! Baby Tu Me Rends Fou
3. Amour Et Rock
4. C'est Pas Sérieux
5. Sans Raison
6. Viens Danser Le Twist
7. Yeh, Yeh, Yeh
8. Twist à Saint-Tropez
9. Oh Boy!!!
10. Les Genoux Qui Craquent

## Reprises et adaptation
Ce titre est repris et adapté de What'd I Say, de Ray Charles, de 1959, puis repris et adapté à nouveau par Sylvie Vartan en 1962.